# Symphonies of the Night
Symphonies of the Night (рус. Ночные симфонии) — пятый студийный альбом германо-норвежской симфоник-метал-группы Leaves’ Eyes. Он был выпущен 26 ноября 2013 года лейблом Napalm Records. Продюсером стал участник группы Александр Крулль, а автором обложки — Стефан Хайльманн. Как и предыдущие альбомы группы, Symphonies of the Night включает песни записанные на разных языках: английском, норвежскиом, французском и ирландском. Leaves' Eyes решили дать такое название альбому, вдохновившись балетом Чайковского «Лебединое озеро».

## Список композиций
Текст и музыка к песням написаны Leaves’ Eyes, кроме бонус-трека «One Caress», написанного Мартином Гором.
| №                   | Название                                       | Длительность |
| ------------------- | ---------------------------------------------- | ------------ |
| 1.                  | «Hell to the Heavens»                          | 4:32         |
| 2.                  | «Fading Earth»                                 | 4:33         |
| 3.                  | «Maid of Lorraine»                             | 5:13         |
| 4.                  | «Galswintha»                                   | 4:14         |
| 5.                  | «Symphony of the Night»                        | 4:58         |
| 6.                  | «Saint Cecelia»                                | 4:12         |
| 7.                  | «Hymn to the Lone Sands»                       | 5:22         |
| 8.                  | «Angel and the Ghost»                          | 3:36         |
| 9.                  | «Éléonore de Provence»                         | 6:24         |
| 10.                 | «Nightshade»                                   | 3:41         |
| 11.                 | «Ophelia»                                      | 4:24         |
| 12.                 | «Eileen's Ardency» (бонус-трек)                | 3:04         |
| 13.                 | «One Caress» (Depeche Mode cover) (бонус-трек) | 3:30         |
| Общая длительность: | Общая длительность:                            | 57:43        |

## Места в чартах
| Чарт (2013)                     | Высшая позиция |
| ------------------------------- | -------------- |
| Belgian Albums Chart (Flanders) | 172            |
| Belgian Albums Chart (Wallonia) | 124            |
| German Albums Chart             | 49             |
| US Top Heatseekers              | 18             |

## Участники записи
Leaves’ Eyes
- Лив Кристин Эспенес-Крулль — вокал
- Александр Крулль — вокал, продюсирование
- Торстен Бауер — электрогитара, бас-гитара
- Сандер ван дер Меер — гитара
- Феликс Борн — ударные, перкуссия

Приглашённые музыканты
- Кармен Элиз Эспенес — вокал в «Eileen’s Ardency»
- Лисбет Де Веер — цимбалы в «Nightshade»
- Йорис Нейенхейс — перкуссия